# William R. Moses
William Remington „Billy” Moses (ur. 17 listopada 1959 w Los Angeles) – amerykański aktor i producent filmowy.

## Życiorys

### Wczesne lata
Urodził się w Los Angeles w Kalifornii jako syn aktorki Marian McCargo (1932-2004) i wykonawcy reklamy Richarda Cantrella Mosesa Sr.. Jest pochodzenia szkockiego i walijskiego. Jego rodzice wzięli ślub 15 września 1951, a rozwiedli w 1963. Matka ponownie wyszła za mąż w 1970 za republikańskiego kongresmana Alphonzo E, Bell Jr. (1914-2004). Kongresman Bell zaadoptował Billy’ego i jego trzech braci: Grahama, Ricka (ur. 5 września 1952) i Harry’ego. William uczęszczał do Wesleyan University.

### Kariera
Debiutował na ekranie w dramacie Wybór (Choices, 1981) u boku Demi Moore i Victora Frencha. Stał się rozpoznawalny dzięki telewizyjnej roli Cole’a Giobertiego w operze mydlanej CBS Falcon Crest (1981-86). Po występie w Mystic Pizza (1988) z Julią Roberts, wspólnie z Raymondem Burrem grał prywatnego detektywa Kena Malansky w różnych telefilmach o przygodach Perry’ego Masona. Następnie odtwarzał postać Keith Graya w operze mydlanej ABC Melrose Place (1989–1995).
Występował w dwóch filmach krótkometrażowych o przygodach Mary-Kate i Ashley Olsen: The Case of the Mystery Cruise (1995) oraz The Case of the Sea World Adventure (1995). Pojawiał się jako David Graysmark w serialu Droga do sławy (Fame L.A., 1997) oraz w wielu filmach telewizyjnych, w tym Sam na sam z nieznajomym (Alone with a Stranger, 2001) i Boże Narodzenie dla dzieci (Christmas Child, 2004). W latach 2005–2008 występował jako Jack Davis w dziewięciu telefilmach Hallmark Channel o przygodach Jane Doe).

## Życie prywatne
W 1982 był związany z Genie Francis. 25 lipca 1987 poślubił aktorkę Tracy Nelson, córkę zmarłego piosenkarza rockowego Ricky’ego Nelsona i Kristin Harmon Nelson. Rozwiedli się 17 grudnia 1997. Mają córkę, Remington Elizabeth (ur. 11 sierpnia 1992). W 2002 ponownie się ożenił z Sarą, z którą ma córkę Grace.

## Filmografia

### Filmy fabularne
- 1981: Wybór (Choices) jako Pat
- 1988: Obcy z Los Angeles (Alien from L.A.) jako Guten 'Gus' Edway
- 1988: Mystic Pizza jako Tim Travers
- 1994: Na pograniczu śmierci (Almost Dead) jako Jim Schneider
- 1994: Fun jako John
- 1994: Double Exposure jako detektyw Joiner
- 1994: W majestacie prawa (Trial by Jury) jako Paul Baker, Juror
- 1997: Pielęgniarka (The Nurse) jako Michael
- 1997: Cena pocałunku (The Price of Kissing) jako Miles
- 1998: Niedobra (Wicked) jako Ben Christianson
- 2000: Nuklearna walizka (Chain of Command) jako agent Gary Phillips
- 2000: W krainie kaktusów (The Cactus Kid) jako Jack
- 2000: 75 stopni w lipcu (75 Degrees in July) jako Jed Colburn
- 2001: Sam na sam z nieznajomym (Alone with a Stranger) jako James / Max
- 2001: Obraz syna (The Painting) jako Martin Shaughnessy
- 2003: Klątwa Wisielca (Hangman's Curse) jako Coach Marquardt
- 2004: Boże Narodzenie dla dzieci (Christmas Child) jako Jack Davenport
- 2005: Derby (The Derby Stallion) jako Jim McCardle
- 2009: Oskarżony na 17 (Accused at 17) jako Michael Werner
- 2011: Perfekcyjna współlokatorka (The Perfect Roommate) jako Richard Dunnfield
- 2011: Mamy twojego męża (We Have Your Husband) jako pułkownik Wimberly
- 2012: operacja babeczka (Opération cupcake) jako generał Brown
- 2013: Assumed Killer jako dr Green
- 2014: Zabójczy tatuś (Killing Daddy) jako George Ross

### Filmy TV
- 1990: Rock Hudson jako Marc Christian
- 1994: Nawiedzony hotel (The Haunting of Seacliff Inn) jako Mark Enright
- 1995: Okoliczności nieznane (Circumstances Unknown) jako Tim Reushel
- 1996: Przemilczane zbrodnie (She Woke Up Pregnant) jako Tom Loftis
- 1996: Oblicze zła (Evil Has a Face) jako Tom
- 1996: Bezduszne równania (The Cold Equations) jako Adrian Cross
- 1996: Miłość, honor i kłamstwa (To Love, Honor and Deceive) jako Nicholas Bennett
- 1998: Życzenie Emmy (Emma’s Wish) jako Bryan
- 1999: Zaginiona bez śladu (Vanished Without a Trace) jako Jack Porterson
- 2000: Wyrwane z serca (Stolen from the Heart) jako Cody Ravetch
- 2000: Brakujące elementy (Missing Pieces) jako David
- 2001: Zaginiony przedmiot (A Mother’s Testimony) jako Ian Matthews
- 2001: Żona doskonała (The Perfect Wife) jako dr Brad Steward
- 2002: Mąż najlepszej przyjaciółki (Her Best Friend’s Husband) jako Will Roberts
- 2003: Tajemnicza kobieta (Mystery Woman) jako porucznik Robert Hawke
- 2005: Śmierć za śmierć (A Lover’s Revenge) jako Kyle Lundstrom / James Stratton
- 2005: Jane Doe: Inna twarz (Jane Doe: The Wrong Face) jako Jack Davis
- 2005: Jane Doe: Nagłe zniknięcie (Jane Doe: Vanishing Act) jako Jack Davis
- 2005: Jane Doe: Było i nie ma (Jane Doe: Now You See It, Now You Don't) jako Jack Davis
- 2005: Jane Doe: Póki śmierć nas nie rozłączy (Jane Doe: Til Death Do Us Part) jako Jack Davis
- 2006: Jane Doe: Bolesny upadek (Jane Doe: The Harder They Fall) jako Jack Davis
- 2006: Jane Doe: Pamiętam dobrze (Jane Doe: Yes, I Remember It Well) jako Jack Davis
- 2006: Idealne małżeństwo (The Perfect Marriage) jako Richard Danforth
- 2007: Jane Doe: Jak zabić swojego szefa? (Jane Doe: How to Fire Your Boss) jako Jack Davis
- 2007: Jane Doe: Powiązania (Jane Doe: Ties That Bind) jako Jack Davis
- 2007: Opiekunka (While the Children Sleep) jako Carter
- 2007: Gdzie jest moja córka? (Like Mother, Like Daughter) jako John
- 2008: Jane Doe: Oko obserwatora (Jane Doe: Eye of the Beholder) jako Jack Davis

### Seriale TV
- 1981-86: Falcon Crest jako Cole Gioberti
- 1982: Fantastyczna wyspa (Fantasy Island) jako Tommy Rudolph
- 1983: Statek miłości (The Love Boat) jako Deek Oliver
- 1983: Statek miłości (The Love Boat) jako Jack
- 1986: Statek miłości (The Love Boat) jako Mark Davis
- 1987: Hotel jako Tony Milner
- 1988: Napisała: Morderstwo (Murder, She Wrote) jako Reese Morgan
- 1988-89: Wojna i pamięć (War and Remembrance) jako Simon Anderson
- 1989: Detektyw w sutannie (Father Dowling Mysteries) jako Jack
- 1992-93: Melrose Place jako Keith Gray
- 1995: Wielki obrońca zabawy (The Great Defender) jako Merritt
- 1995: Dotyk anioła (Touched by an Angel) jako Charles
- 1995: Nadzieja i chwaała (Hope & Gloria) jako Jeffrey
- 1995: Nowe przygody Flippera (Flipper) jako Tyrell Parsons
- 1997: Droga do sławy (Fame L.A.) jako David Graysmark
- 1999: JAG jako agent Paul Candella
- 1999: Lekarze z Los Angeles (L.A. Doctors) jako Phillip Gant
- 2001: Ally McBeal jako Kenneth Thompson
- 2002: Jordan w akcji (Crossing Jordan) jako sędzia
- 2002: JAG jako komandor Dorning
- 2003: Agenci NCIS (NCIS) jako DEA Agent Kent Fuller
- 2003: Siódme niebo (7th Heaven) jako Dick
- 2003: Dotyk anioła (Touched by an Angel) jako Pepper
- 2004: Prawdziwe powołanie (Tru Calling) jako Julian Barnes
- 2005: Dowody zbrodni (Cold Case) jako Daniel Potter
- 2005: Jordan w akcji (Crossing Jordan) jako Terrance Duvall
- 2007: CSI: Kryminalne zagadki Miami (CSI: Miami) jako Dennis Lambert
- 2008: Zaklinacz dusz (Ghost Whisperer) jako Cliff Sturges
- 2008: Kości (Bones) jako Arthur Bilbrey
- 2008: Bez śladu (Without a Trace) jako Dale Harmon
- 2009: Pushed jako Gill
- 2010: Bezimienni (The Forgotten) jako Sam Denver
- 2010: Trzy na jednego (Big Love) jako LDS Bishop
- 2010: Castle jako Blake Wilder
- 2010: CSI: Kryminalne zagadki Las Vegas (C.S.I.: Crime Scene Investigation) jako Phil Kohner
- 2010: Zbrodnie Palm Glade (The Glades) jako profesor Landers
- 2010–2012: Tajemnica Amy (The Secret Life) jako Morgan
- 2012: Mentalista (The Mentalist) jako Archie Bloom Sr.
- 2012: Mroczne zagadki Los Angeles (Major Crimes) jako Will Reichman
- 2013: King i Maxwell (King & Maxwell) jako kongresmen Oliver Dawson
- 2014: Mind Games jako Bertram Hood